# St. Margaretha (Oberergoldsbach)

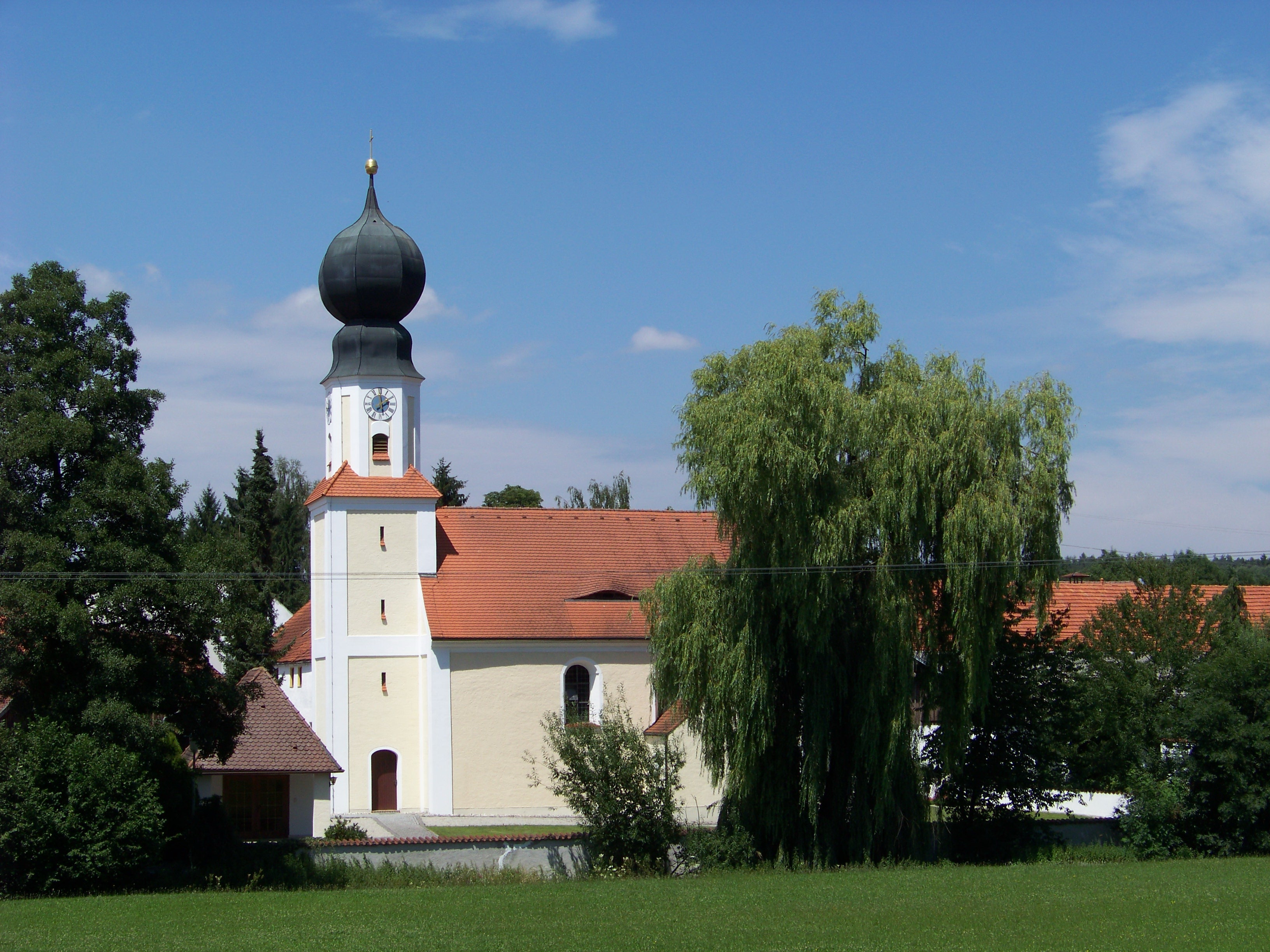
Außenansicht der Filialkirche St. Margaretha von Süden

Die römisch-katholische Filialkirche St. Margaretha in Oberergoldsbach, einem Ortsteil der Gemeinde Hohenthann im niederbayerischen Landkreis Landshut, ist eine im Kern spätromanische Anlage des 13. Jahrhunderts, die in der ersten Hälfte des 18. Jahrhunderts im Barockstil ausgebaut wurde. Das Gotteshaus mit dem Patrozinium der heiligen Margareta von Antiochia (Gedenktag: 20. Juli) ist eine Filialkirche der Expositur Mariä Heimsuchung in Kläham, die wiederum Teil der Pfarrei St. Peter und Paul in Ergoldsbach ist. St. Margaretha ist als Baudenkmal mit der Nummer D-2-74-141-25 beim Bayerischen Landesamt für Denkmalpflege eingetragen.

## Beschreibung

### Architektur
Die nach Osten ausgerichtete, vollständig verputzte Saalkirche entstand in der ersten Hälfte des 18. Jahrhunderts unter Verwendung älterer Umfassungsmauern. Sie besteht aus einem Langhaus mit zwei Fensterachsen und einem eingezogenen Chor mit einer Fensterachse und dreiseitigem Schluss. Als Gliederung gegenüber den gelb getünchten Wänden fungieren die weißen Lisenen sowie die Fensteröffnungen, die mit einem leicht eingezogenen Rundbogen abschließen. Langhaus und Chor sind unter einem gemeinsamen Satteldach vereinigt. Südlich an den Chor ist die Sakristei angebaut, auf der Westseite in der Mittelachse der ebenfalls von Lisenen gegliederte Turm. Dessen Erdgeschoss dient als Vorhalle zum westlichen Kirchenportal. Der zweigeschossige, quadratische Turmunterbau wird von Lisenen und Gesimsbändern gegliedert. Er geht etwa auf Firsthöhe in einen achteckigen Aufsatz über, der von Doppellisenen aufgelockert wird. Er weist zu vier Seiten hin rundbogige Schallöffnungen und Ziffernblätter der Turmuhr auf. Er wird von einer stark eingeschnürten Zwiebelkuppel bekrönt.
Im Innenraum werden Langhaus und Chor von einer Flachdecke über einer Hohlkehle überspannt, die von einem schwachen Kranzgesims hervorgehoben wird. Der runde Chorbogen ist mit Pilastern besetzt. Das Langhaus ist innen am Übergang zu Chor ausgerundet. Die Innenwände des Langhauses sind etwa auf halber Höhe abgesetzt; der untere Teil des Mauerwerks stammt noch von dem Vorgängerbau aus dem 13. Jahrhundert.

### Ausstattung
Der barocke Hochaltar wurde um 1720, also zur Erbauungszeit der Kirche, geschaffen. Der Aufbau wird von vier Rundsäulen getragen und ist mit seitlichem Rankwerk verziert, das von gerieften Bändern durchzogen ist. Auf Gebälk befinden sich Engelsfiguren. Der geschweiften Auszug ist wiederum mit Rankwerk verziert und schließt nach oben hin mit einem Segmentgiebel ab. Die Seitenaltäre sind neugotisch. Die Stuhlwangen dürften gleichzeitig mit dem Hochaltar entstanden sein; sie zeigen qualitätvolles Bandwerk Akanthusschnitzwerk.

### Orgel
Die Orgel der Filialkirche St. Margaretha wurde um 1840 von Johann Heinssen aus Regensburg erbaut. In seinem heutigen Zustand geht das Instrument auf einen Umbau durch Michael Weise aus Plattling im Jahr 1927 zurück. Die pneumatische Kegelladenorgel in einem klassizistischen Prospekt von 1840 umfasst fünf Register auf einem Manual und Pedal. Die Disposition lautet wie folgt:
| I Manual C–f3 |    |
| Gedackt       | 8′ |
| Salicional    | 8′ |
| Gamba         | 8′ |
| Octav         | 4′ |

| Pedal C–d1 |     |
| Subbaß     | 16′ |

- Koppeln: I/P, Superoktavkoppel, Suboktavkoppel